# Semiramide (Vivaldi)
Semiramide (RV 733) es un dramma per musica en tres actos con música de Antonio Vivaldi y libreto] en italiano de Francesco Silvani. Se estrenó en la temporada del carnaval de 1733 en el Teatro Archiducal de Mantua.
Última colaboración entre el Teatro Archiducal de Mantua (donde Vivaldi había sido impresario entre el año 1718 y el 1720), la ópera vio la participación del joven castrato Marianino Nicolini en el papel de Oronte junto con la célebre prima donna Anna Girò (Semiramide) y el primo uomo Maria Maddalena Pieri (Nino), célebre por sus interpretaciones en travesti.